# Блок 5
Блок 5 је један од новобеоградских блокова на Новом Београду, део месне заједнице Париске комуне.
Површина блока је троугластог облика, налази се у северно-источном делу Новог Београда и оивичен је улицама Париске комуне, Отона Жупанчића и улицом Булевар маршала Толбухина. Између њега се налази Блок 1, Блок 2, Блок 3, Блок 4, Блок 7, Блок 7а и Блок 8.

## Спорт, привреда и образовање
Поред три стамбене зграде, у Блоку 5 се налази и Хала спортова Ранко Жеравица, средња Графичка школа Милан Ракић, Девета гимназија "Михаило Петровић Алас", Фудбалски клуб ИМТ Нови Београд, тржни центар, неколико кафића, трговински и угоститељски објекати.

## Историјат и изградња
Изградња стамбених зграда у Блоку 5 почела је почетком шездесетих година и трајала до 1970. године.
Графичка школа Милан Ракић започела је са иградњом 1959. године, а завршена је 1962. године. Рад нове Графичке школе на Новом Београду је почео 1964. године
Девета гимназија "Михаило Петровић Алас" основана је 30. јуна 1961. године и од 1. септембра те године почела са радом. Школа је смештена у близини Студентског града.
Зграда гимназије, величине 4000 m² изграђена је 1951. године у дворишту величине 11150 m². У то време она је била прва школа и задуго једина гимназија на Новом Београду

## ФК ИМТ
Фудбалски клуб ИМТ из Блока 5 основан је 1953. године. Тренутно се такмичи у Српској лиги Београд, трећем такмичарском нивоу српског фудбала.
Стадион се налази код Хале спортова Ранко Жеравица. Током 2013. године стадион је реконструисан. На две трибине стадиона постављене су 1150 столице које су се некад налазиле на стадиону Партизана. Травната подлога је једна од најбољих у лиги, а поред главног постоји и помоћни терен на коме се налазе рефлектори. Навијачи стадион још називају и „Old Traktor Arena”.

## Хала спортова Ранко Жеравица
Хала спортова Ранко Жеравица је вишенаменска спортска дворана у Новом Београду, Београд, Србија. Отворена је 1968. године и то је најстарији спортски објекат у Новом Београду, а од 1979. се налази у саставу Спортског центра Нови Београд. Капацитет јој је 5.000 посетилаца за спортске и 7.000 за музичке догађаје. Садашње име је добила 10. фебруара 2016. године у славу кошаркашког тренера Ранка Жеравице.
Поред велике хале, постоје и три мање сале за различите спортове. У холу се налазе столови за стони тенис и професионална теретана.
Хала спортова служила је као домаћи терен многим спортским клубовима. Од краја 1970-их до раних 1990-их своје домаће утакмице овде је играо Партизан, повремено Раднички Београд, а пре преласка у Пионир и кошаркаши Црвене звезде и ОКК Београда. Користили су је још Атлас (раније ИМТ Београд, Беопетрол), бивша Беобанка (90-их), а тренутно је домаћи терен кошаркаша Суперфунда и кошаркашица Партизана. Халу осим кошаркашких користе и клубови из осталих спортова.
У хали су концерте одржавале многе стране и домаће звезде као што су Van Gogh, Manu Chao (предгрупа: Самостални референти и Hornsman Coyote, Кербер, Партибрејкерс, The Stranglers, Public Enemy, Саншајн, Дарко Рундек, Бајага и инструктори, Рибља чорба и многи други.

## Саобраћај
До блока се градским превозом може стићи аутобусима
- линија 73 Блок 45 - Батајница.[7]
- линија 610 Земун - Јаково.[8]
- линија 18 Медаковић - Земун.[9]
- линија 88 Земун - Железник.[10]
- линија 45 Блок 44 - Земун, Нови град)[11]
- линија 82 Блок 44 - Земун,Кеј Ослобођења)[12]
- линија 85 Баново Брдо - Борча[13]
- линија 83 Земун - Врачар[14]

## Галерија
- Отона Жупанчича, 1
- Хала спортова
- Девета гимназија "Михаило Петровић Алас"
- фонтана „Водоноша“, вајар Велимир Каравелић, 2010.

## Спољашне везе
- Сајт општине Нови Београд
- Сајт Хала спортова Ранко Жеравица
- Сајт Девете гимназије "Михаило Петровић Алас"
- Сајт "Графичке школе Милан Ракић"